# Szíria címere
Szíria címere egy arany színű sólyom, mellkasán a zászló színeivel függőlegesen sávozott pajzzsal, valamint egy szalaggal a karmaiban, amelyre az ország teljes arab nevét írták (al-Dzsumhúrija al-Arabijja asz-Szúrijja, azaz Szíriai Arab Köztársaság).

Szíria jelenlegi címere

## Korábbi címerek

A Szíriai Arab Királyság címere (1920)
A Szíriai Köztársaság címere (1945–1958)
Az Egyesült Arab Köztársaság címere (1958–1961)
A Szíriai Köztársaság címere (1961–1963)
A Szíriai Arab Köztársaság címere (1963–1972)
Szíria címere az Arab Köztársaságok Szövetsége részeként (1972–1980)
A Szíriai Arab Köztársaság címere (1980–2024)
A jelenlegi címer másik változata (2024–)